# Dursztyńskie Skałki

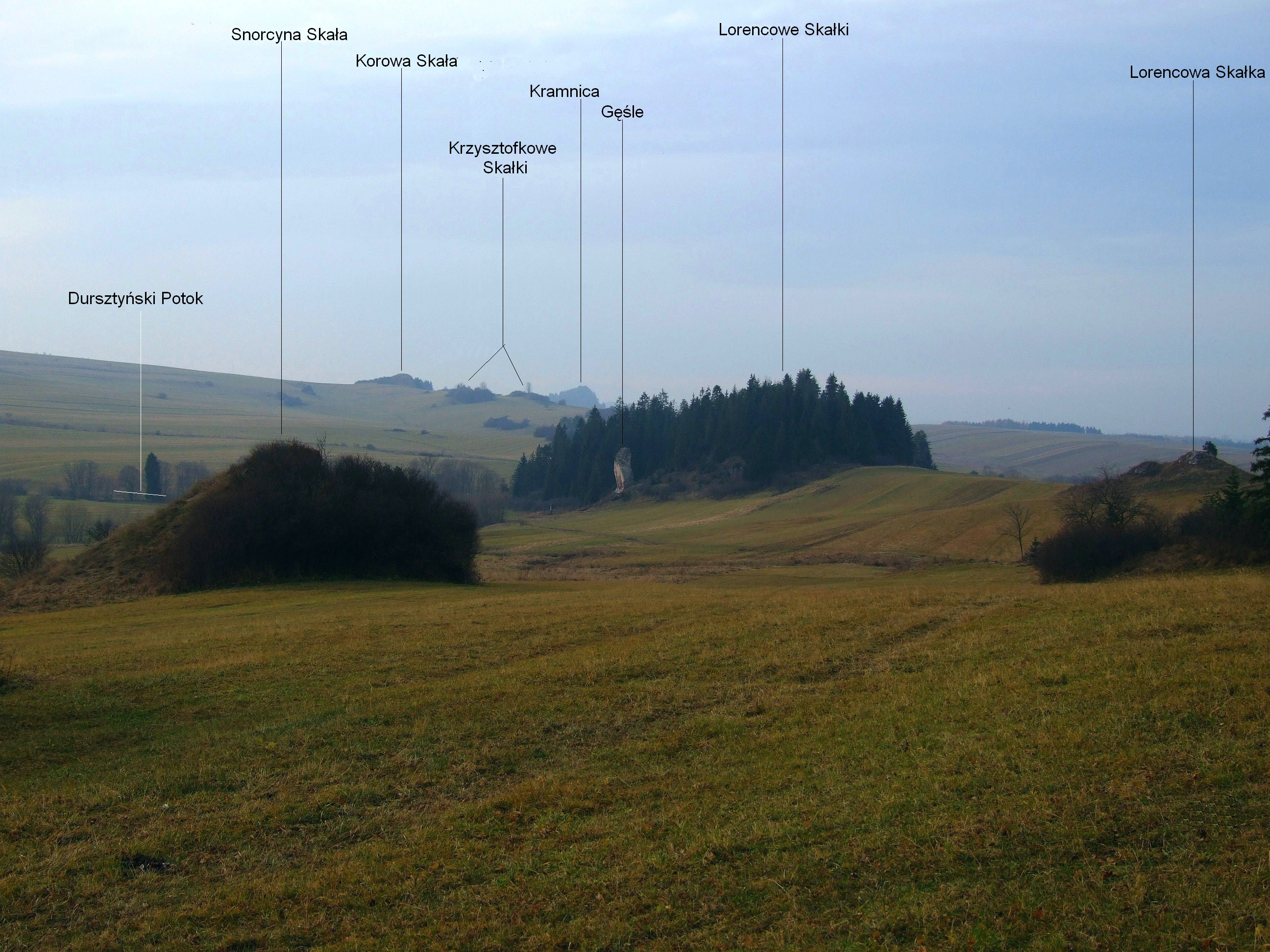
Skałki Dursztyńskie

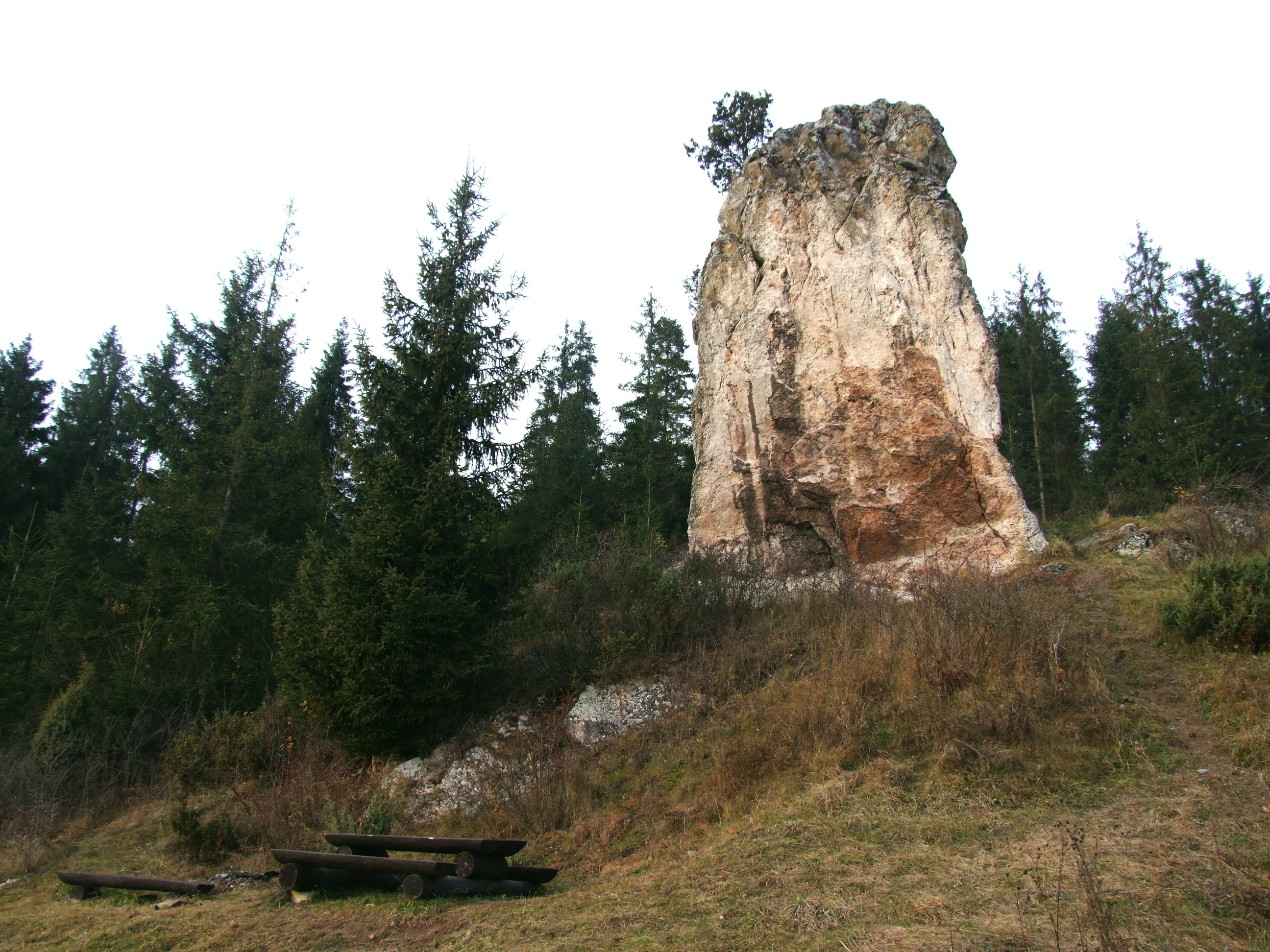
Gęśle w grupie Lorencowych Skałek

Skałki Dursztyńskie, nazywane też Skalicami Spiskimi – grupa częściowo zalesionych skałek wapiennych o fantazyjnych kształtach w Pieninach Spiskich. Wchodzą w skład Pienińskiego Pasa Skałkowego, a dokładniej jego części w fachowej literaturze nazywanej Skalicami Spiskimi. Zbudowane są z mało odpornych na wietrzenie wapieni. Ciągną się od Kramnicy do Czerwonej Skały w Dursztynie. Od Kramnicy oddziela je Kiźlinkowa Dolina, którą spływa Kiźlinkowy Potok. Kolejno są to:
- Kwaśnembrowa Skałka (Faśnymbrowe Skałki)
- Kiźlinkowa Skałka
- Korowa Skała
- Krzysztofkowe Skałki (Krzysztofkowa Skała)
- Rafaczowe Skałki (Rafaczowa Skałka)
- Lorencowe Skałki
- Snowborcyna Skała (Snoborcyna Skała, Snorcyna Skała)
- Borsukowa Skała
- Mikołajczyna Skała (Mikołajeczna skała)
- Czerwona Skała[3]

Znajdują się na zachodnim krańcu Pienin i tworzą długi i wąski pas skałek na grzbiecie wśród rozległych łąk. Zabudowania wznoszą się jedynie przy Czerwonej Skale. Dolina Dursztyńskiego Potoku dzieli je na dwie grupy. Grupę zachodnią tworzą: Faśnymbrowe Skałki, Kiźlinkowa Skałka, Korowa Skała, Krzysztofkowe Skałki i Rafaczowe Skałki, grupę wschodnią zaś: Lorencowe Skałki, Snorcyna Skała, Borsukowa Skała, Mikołajczyna Skała i Czerwona Skała.
Wbrew swojej nazwie nie znajdują się we wsi Dursztyn, lecz w sąsiedniej wsi Krempachy w województwie małopolskim, w powiecie nowotarskim, w gminie Nowy Targ. Tylko południowe stoki najbardziej na wschód wysuniętej Czerwonej Skały znajdują się w Dursztynie. Nie poprowadzono tędy szlaku turystyki pieszej, jednak od Czerwonej Skały w Dursztynie do Lorencowych Skałek (wzdłuż wschodniej grupy skałek) prowadzi polną drogą szlak rowerowy. Zachodnia grupa skałek znajduje się wśród pól uprawnych i nie prowadzi tam żaden szlak turystyczny.

## Szlaki turystyczne
– czerwony szlak rowerowy. Odcinek z Krempach do Dursztyna